# Monastère d'Obersteigen
Le monastère d'Obersteigen est un monument historique situé à Wangenbourg-Engenthal, dans le département français du Bas-Rhin.

## Localisation
Ce bâtiment est situé à Wangenbourg-Engenthal, au lieu-dit Obersteigen. La localité d’Obersteigen, située sur la route du sel qui reliait l’Alsace aux salines lorraines de Château-Salins, existait avant la fondation du couvent au XIIIe siècle. On suppose qu’Obersteigen servait de poste de change à la frontière avec le comté de Dabo.

## Historique
Vers 1220, l’abbesse Hedewige d’Andlau fonda au pied du col du Valsberg, au lieu-dit Steyga (Steigen) sur le territoire des comtes de Dabo, un modeste couvent auquel est adjoint un hospice pour les voyageurs . 
Ce couvent est occupé par des chanoines réguliers suivant la règle de saint Augustin. L’établissement crut rapidement en taille et en influence, devenant l’ordre de la Steige, avec des fondations filles à Landau, Constance et Lahr (monastère de Beerenberg (de)). Au cours du XIIIe siècle, l’Ordre s’engagea de plus en plus dans les activités paroissiales et en 1300 le pape Boniface VIII confirmant l’union à Steige des paroisses de Quechheim, Landau et Lensweih. Cette évolution eut pour conséquence que les chanoines étaient de plus en plus requis loin de leur monastère.
En 1303, à cause du peu de sécurité que leur offrait leur établissement et de l'isolement dans lequel il vivait, l'évêque de Strasbourg Frédéric de Lichtenberg transféra les religieux de Steigen à Saverne . L'ancien couvent prenant le nom d'Obersteigen, car situé sur les hauteurs du massif vosgien, et le nouveau conservant le nom de Steigen.
L’établissement originel devint alors un prieuré, où ne subsistaient au XVe siècle qu’un doyen, deux chanoines et deux vicaires, et son rattachement à la mense épiscopale en 1512 marqua sa disparition en tant que tel.
La chapelle est classée au titre des monuments historiques depuis 1862, tandis que les façades et les toitures du bâtiment conventuels ont été inscrits à l’Inventaire supplémentaire des monuments historiques le 21 mars 1983.

## Bâtiments conventuels

### Église Sainte-Marie de l’Assomption
L’église Sainte-Marie de l’Assomption présente un mélange remarquable d’architecture romane et gothique, ces deux styles étant liés au sein de l’édifice.

### Cloître
Le cloître se trouve au nord de l’église, une disposition qui, sans être unique, est inhabituelle du côté alsacien des Vosges, où il est généralement implanté au sud pour bénéficier davantage du soleil. Il ne subsiste aucun vestige du cloître en élévation et son emplacement est occupé par un jardin privé. Toutefois, un certain nombre d’éléments lapidaires lui appartenant ont été retrouvés au cours de divers travaux autour de la chapelle ainsi qu’en réemploi dans des édifices environnants,.
Du cimetière du cloître subsistent quelques monuments funéraires. Parmi ceux-ci se trouvent trois dalles funéraires du Moyen Âge : une de 1320 portant des armoiries non identifiées ; une autre, brisée, porte les armes des Ochsenstein et pourrait appartenir à Otto d’Ochsenstein ; la troisième porte le blason des Ochsenstein et celui des Rathsamhausen zum Stein, ce qui permet de l’identifier comme étant celle de Clara d’Ochsenstein, qui a épousée en 1425 Ulrich de Rathsamhausen.

## Galerie d’images

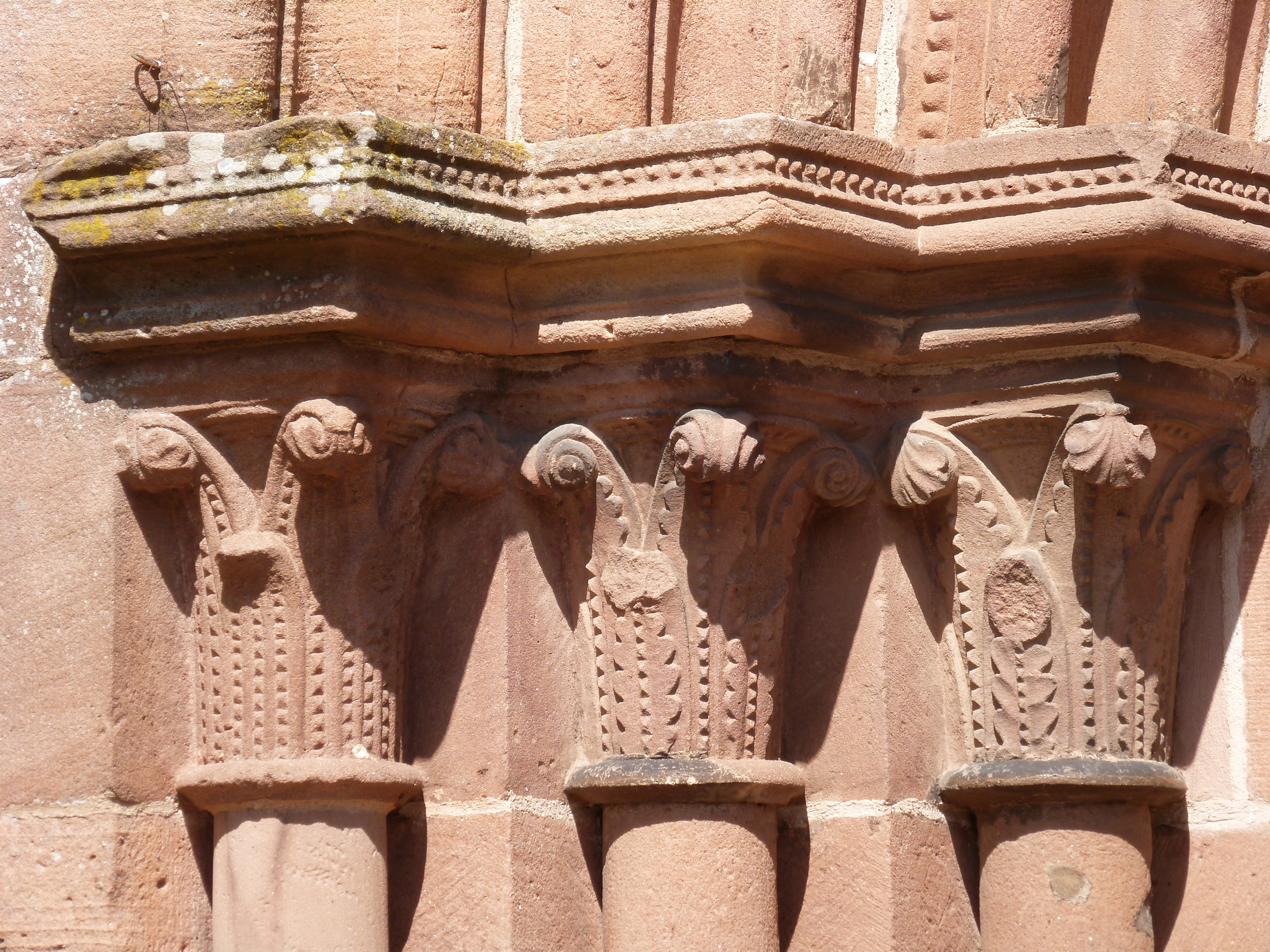
Détail du portail, chapiteaux à feuilles de fougère
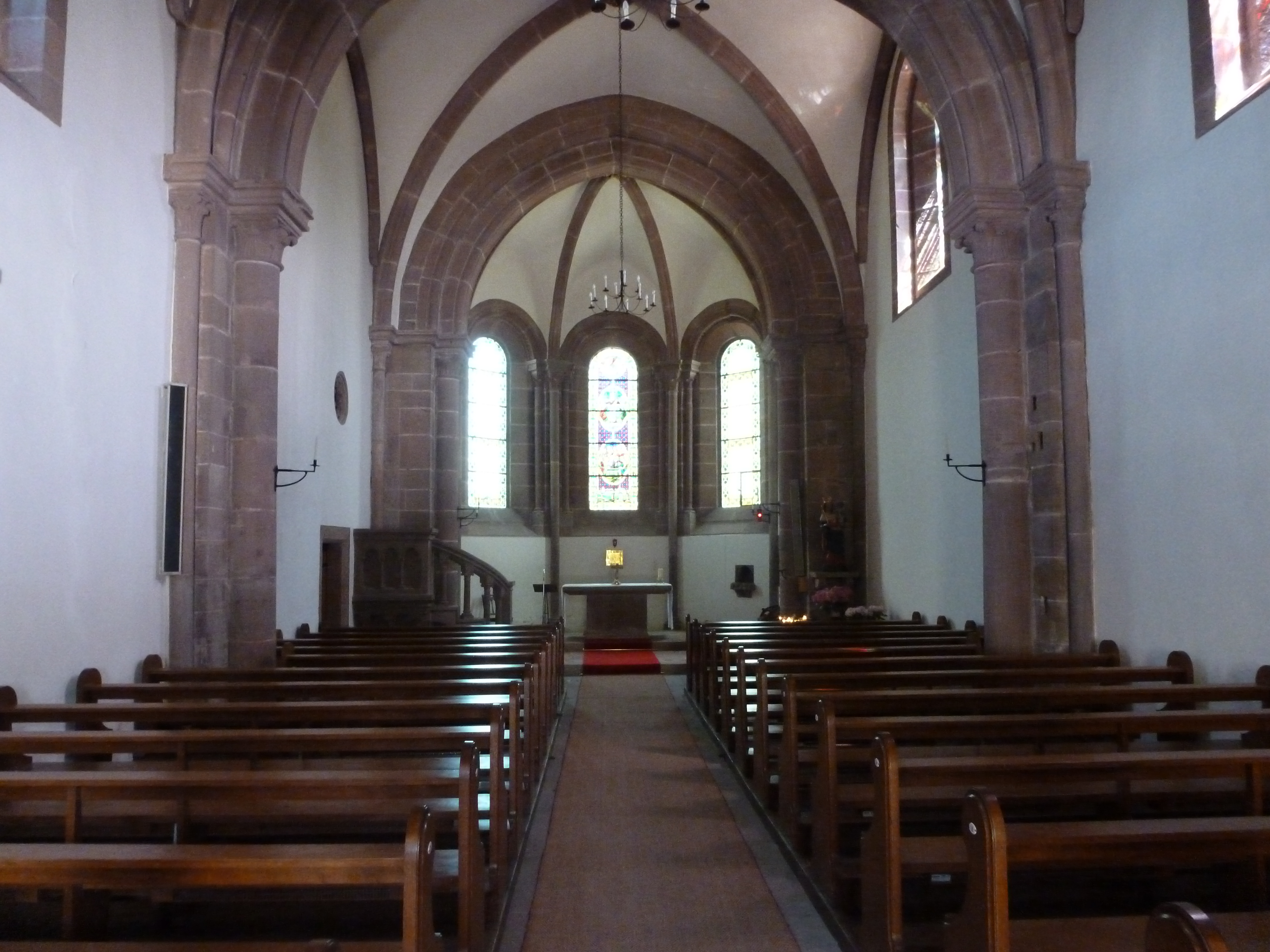
Intérieur de la chapelle
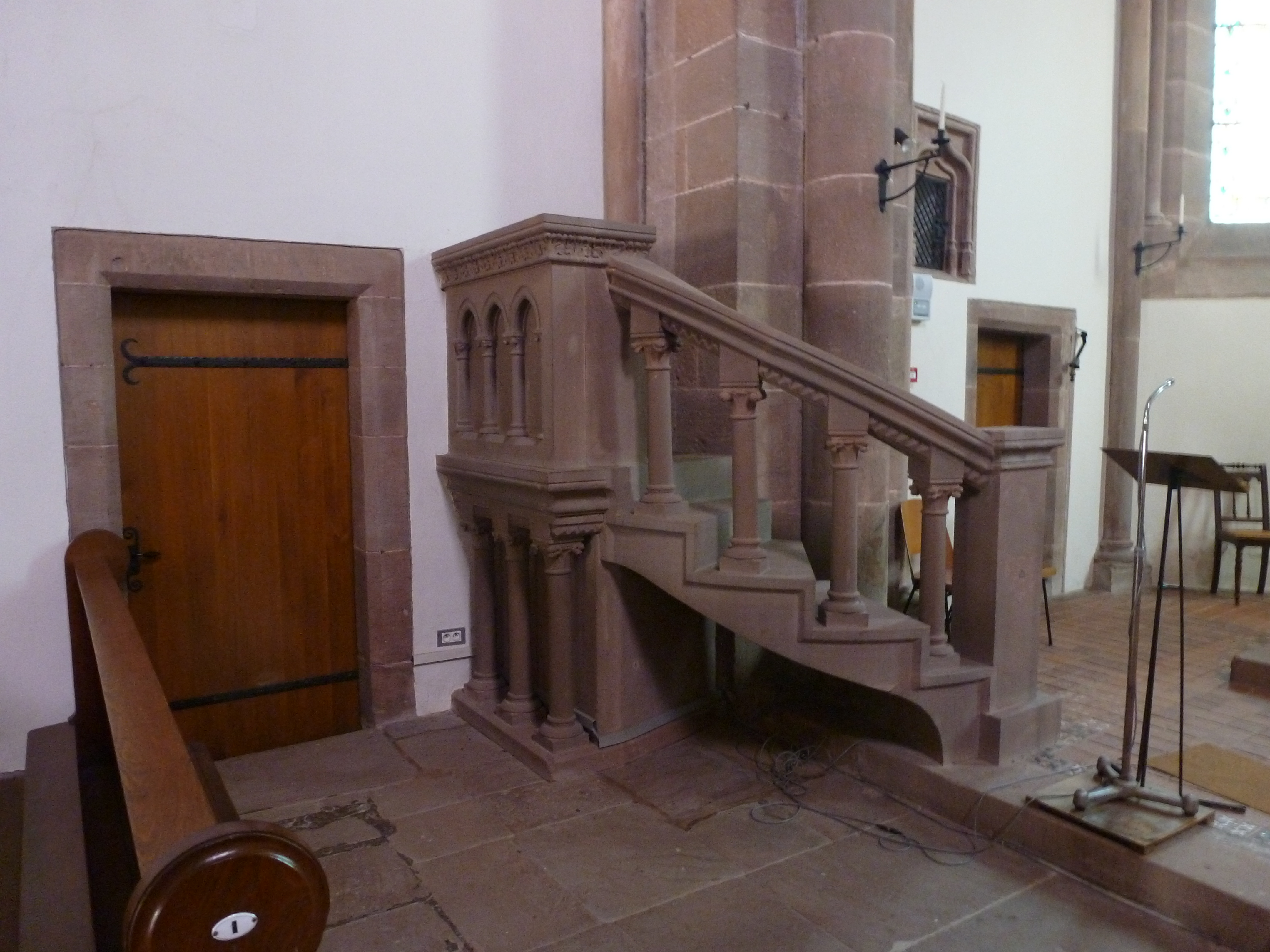
Chaire en grès du début du XXe siècle
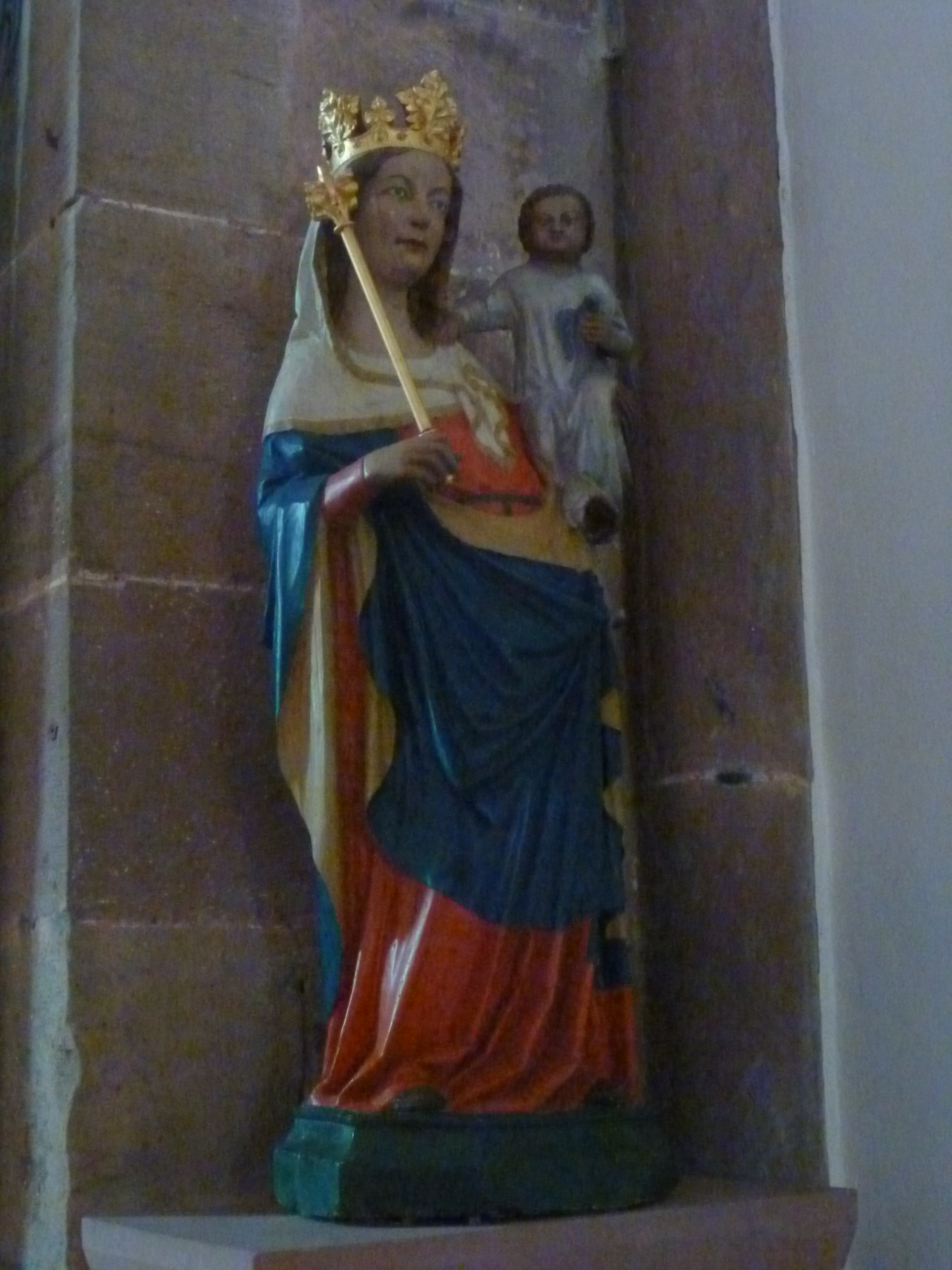
Vierge à l’enfant du XIVe siècle
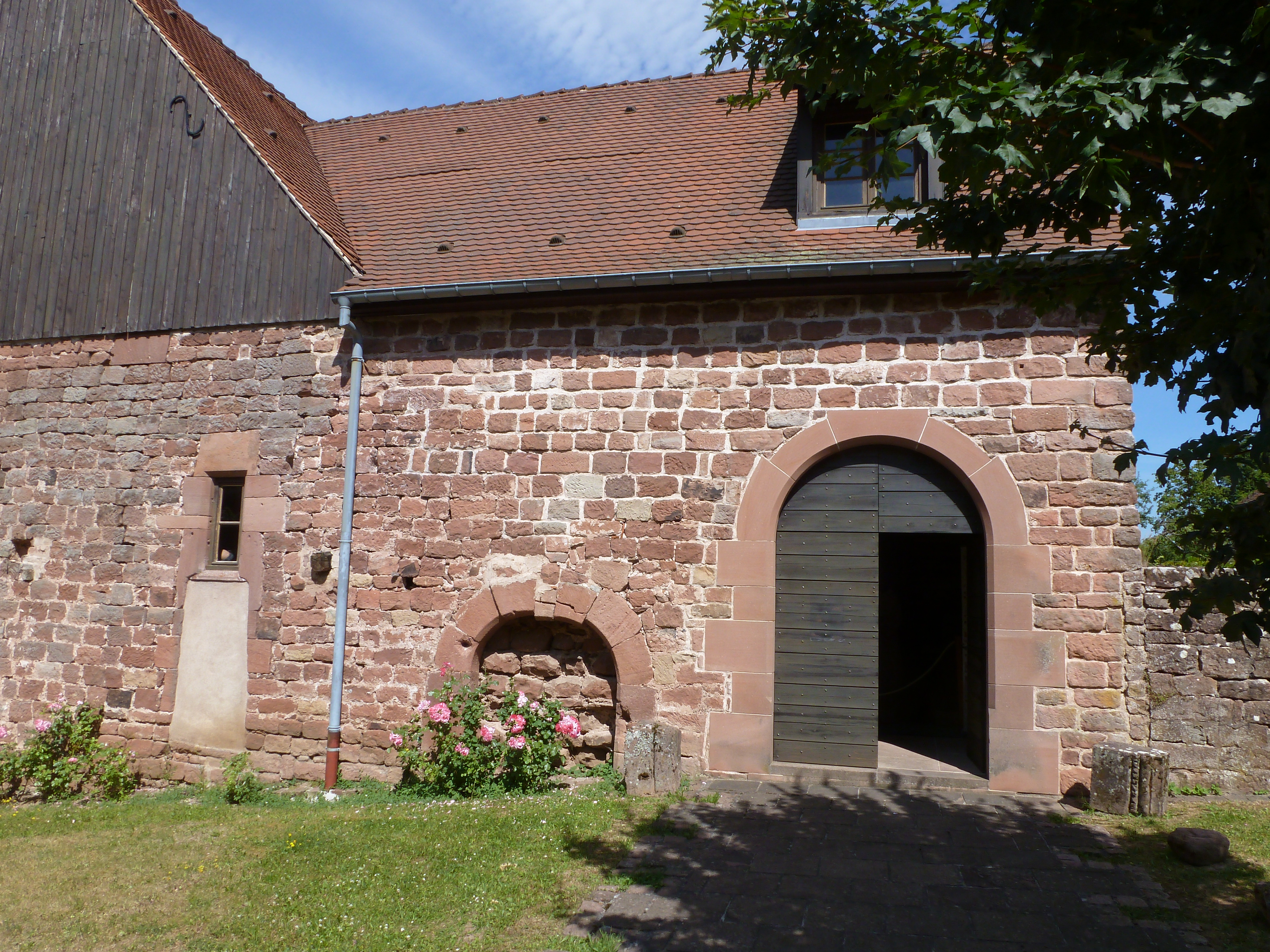
Ancien réfectoire du couvent
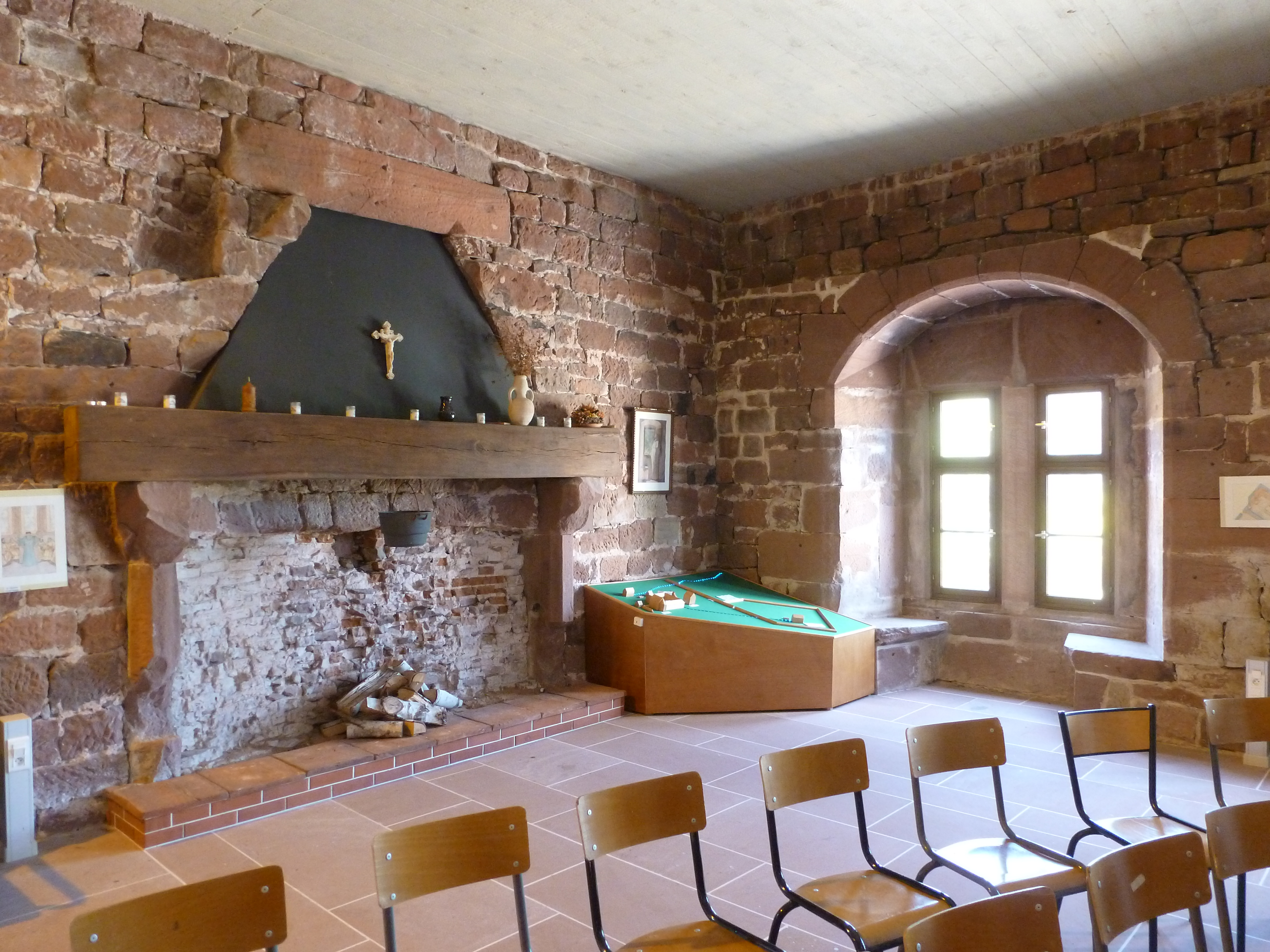
Intérieur de l’ancien réfectoire
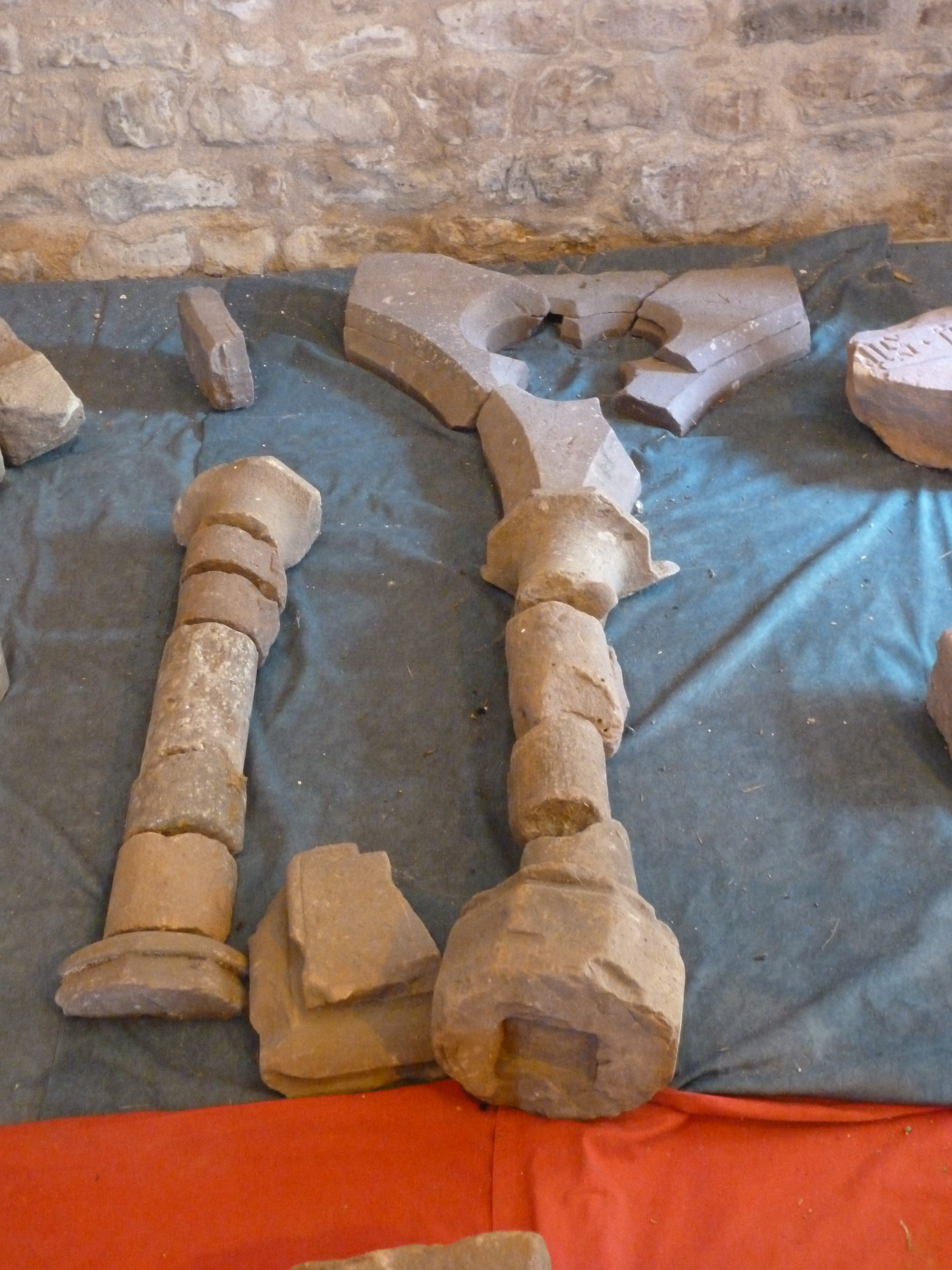
Vestiges du cloître